# Coleps
Coleps es un género de ciliados de la clase Prostomatea con cuerpos en forma de barril rodeados de placas dispuestas regularmente compuestas de carbonato de calcio.

## Descripción
Las especies de Coleps pueden crecer hasta 250 µm de longitud, pero por lo general miden menos de 100 µm en su eje más largo. Coleps se puede distinguir taxonómicamente por la ornamentación de las placas ectoplasmáticas que componen su prueba. Estas placas están ubicadas fuera de las vesículas alveolares de la corteza celular y contienen componentes orgánicos e inorgánicos, el último de los cuales es principalmente carbonato de calcio amorfo.
Coleps se alimenta de bacterias, algas, protozoos flagelados , ciliados vivos y muertos, tejidos animales y vegetales. Coleps usa toxicisto, que son orgánulos que contienen veneno que usa para capturar a sus presas de su área oral. Extruye estructuras en forma de tubo para obligar a los toxinas a entrar en su presa y esperar hasta que su presa quede paralizada. Sin embargo, estas toxinas tardan entre 5 y 10 minutos en ser efectivos en la presa de Coleps y se separa de la presa durante este tiempo. Si hay numerosos Coleps cazando la misma presa, algunos Coleps se aferrarán a su presa hasta que las toxinas se vuelvan efectivas y fragmenten la presa, consumiendo solo unas pocas partes.